# Konchog Gyalpo
Konchog Gyalpo, född 1034, död 1103, var grundaren av den tibetanska buddhistiska inriktnigen sakya.
Han tillhörde khon-klanen, och fick vid tidig ålder lära sig om buddhismen. Hans tidiga lärare var hans far och hans äldre bror. Senare var han lärjunge hos många kända översättare som levde under hans tid. Exempelvis mottog han instruktioner för hevajra-tantrat av Khyin Lotsawa, och senare blev han lärjunge hos Drogmi Lotsawa. Utöver dessa två var han även lärjunge hos bland annat Go Lotsawa, Oddiyana Pandita Guhyaprajna och Mal Lotsawa. Han hade även ett antal egna lärjungar.
År 1073 grundade han ett kloster vid namn Sakya, där han också blev abbot. Detta kloster blev en viktig del av den inriktning som han grundade med samma namn. Gyalpos son blev klostrets tredje abbot.